# 야구 커미셔너
야구 커미셔너(Commissioner of Baseball)는 메이저 리그 베이스볼의 경영 최고 책임자이다. 커미셔너의 경영에 따라, 야구 커미셔너의 사무실에서는 심판을 고용하고 계속 유지하며, 마케팅 협상, 노동, 그리고 텔레비전 계약 등의 일을 한다. 커미셔너는 팀 구단주의 투표를 통해 선출된다. 현재 커미셔너는 롭 맨프레드로, 2015년부터 직무를 수행하고 있다.

## 역대 커미셔너
1. 케니소 마운틴 랜디스 (1920–1944)
2. A. B. "해피" 챈들러 경 (1945–1951)
3. 포드 프릭 (1951–1965)
4. 윌리엄 에커트 (1965–1968)
5. 부이 큔 (1969–1984)
6. 피터 유버로스 (1984–1989)
7. A. 바틀릿 지어마티 (1989) - 1989년 4월 1일부터 9월 1일 심장 마비로 사망할 때까지 직무 수행.
8. 페이 빈센트 (1989–1992)
9. 버드 실리그 (1998–2015)
10. 롭 맨프레드 (2015–현재)